# 歌登町
歌登町（日语：／ Utannobori chō */?）為過去位於日本北海道宗谷支廳東南部的行政區劃，已於2006年3月20日與枝幸町合併後消滅。
町名源自阿伊努語的「ota-nupuri」（沙山）或「uta-nupuri」（擂缽型的山）。

## 歷史
- 1897年7月10日：長村在此設立檜垣農場，為本地最早的開發紀錄。之後開始有來自石川縣的移民遷入。[1]
- 1939年9月1日：從枝幸村分割獨立設置為歌登村。[2]
- 1962年1月1日：改制為歌登町。
- 2006年3月20日：與枝幸町合併成立為新設的枝幸町。

## 產業
以酪農、林業為主。

## 交通

### 機場
- 紋別機場（位於紋別市）
- 旭川機場（位於旭川市）

### 鐵路
- 原有國鐵美幸線通過，但已於1985年停駛。

### 道路
| - 一般國道 - 國道238號 | - 道道 - 北海道道12號枝幸音威子府線 - 北海道道120號美深中頓別線 - 北海道道764號本幌別上毛登別線 - 北海道道1023號上德志別乙忠部線 |

## 教育

### 中學校
- 歌登町立歌登中學校

### 小中學校
| - 歌登町立志美宇丹小中學校 | - 歌登町立本幌別小中學校 |

### 小學校
- 歌登町立歌登小學校

## 外部連結
- （日語）原歌登町官方網頁
- （日語）枝幸歌登合併協議會